# Скориківська сільська рада (Підволочиський район)
Ско́риківська сільська́ ра́да — адміністративно-територіальна одиниця та орган місцевого самоврядування в Підволочиському районі Тернопільської області. Адміністративний центр — село Скорики.

## Загальні відомості
- Територія ради: 3,422 км²
- Населення ради: 902 особи (станом на 2001 рік)

## Населені пункти
Сільській раді підпорядковані населені пункти:
- с. Скорики
- с. Климківці

## Склад ради
Рада складається з 12 депутатів та голови.
- Голова ради: Добрянський Андрій Богданович
- Секретар ради: Кульбаба Леся Євгенівна

### Керівний склад попередніх скликань
| Прізвище, ім'я, по батькові   | Основні відомості                                                               | Дата обрання | Дата звільнення |
| ----------------------------- | ------------------------------------------------------------------------------- | ------------ | --------------- |
| Простяк Василь Петрович       | Сільський голова, 1949 року народження, безпартійний                            | 26.03.2006   | 31.10.2010      |
| Добрянський Андрій Богданович | Сільський голова, 1971 року народження, освіта середня спеціальна, безпартійний | 31.10.2010   |                 |

Примітка: таблиця складена за даними сайту Верховної Ради України

### Депутати
За результатами місцевих виборів 2010 року депутатами ради стали:

#### За суб'єктами висування
| Суб'єкт висування | Кількість обраних депутатів | %   |
| ----------------- | --------------------------- | --- |
| Самовисування     | 12                          | 100 |

#### За округами
| № округу | Прізвище, ім'я, по батькові     | Дата визнання обраним | Освіта  | Партійна приналежність | Відомості про обраного депутата     |
| -------- | ------------------------------- | --------------------- | ------- | ---------------------- | ----------------------------------- |
| 1        | Радчук Борис Степанович         | 05.11.2010            | вища    | позапартійний          | ТОВ «Україна», зоотехнік ТОВ        |
| 2        | Хемій Ольга Олегівна            | 05.11.2010            | вища    | позапартійна           | Сільська рада с. Скорики, бухгалтер |
| 3        | Шарко Богдан Зіновійович        | 05.11.2010            | середня | позапартійний          | ТОВ «Україна», ветлікар             |
| 4        | Богач Андрій Андрійович         | 05.11.2010            | середня | позапартійний          | ТОВ «Україна», завгаражем           |
| 5        | Збрик Уляна Станіславівна       | 05.11.2010            | вища    | позапартійна           | декретна відпустка, вчитель         |
| 6        | Кульбаба Леся Євгенівна         | 05.11.2010            | вища    | позапартійна           | Сільська рада, секретар             |
| 7        | Воробець Сергій Ярославович     | 05.11.2010            | середня | позапартійний          | ТОВ «Україна», водій                |
| 8        | Литвинець Степан Андрійович     | 05.11.2010            | вища    | позапартійний          | АЗС м. Тернопіль, оператор          |
| 9        | Осмола Володимир Володимирович  | 05.11.2010            | середня | позапартійний          | ТОВ «Україна», механізатор          |
| 10       | Басовський Володимир Степанович | 05.11.2010            | вища    | позапартійний          | Підволочиськийрайавтодор, майстер   |
| 11       | Мориквас Ігор Мирославович      | 05.11.2010            | середня | позапартійний          | тимчасово не працює                 |
| 12       | Кубик Олександр Володимирович   | 05.11.2010            | середня | позапартійний          | ТОВ «Україна», механізатор          |